# Euoniticellus fumigatus
Euoniticellus fumigatus là một loài bọ cánh cứng trong họ Bọ hung (Scarabaeidae).